# IC 1799
NGC 920 = IC 1799 ist eine linsenförmige Galaxie vom Hubble-Typ S0-a im Sternbild Andromeda am Nordsternhimmel. Sie ist schätzungsweise 230 Millionen Lichtjahre von der Milchstraße entfernt und hat einen Durchmesser von etwa 75.000 Lichtjahren. Gemeinsam mit NGC 933 und PGC 9186 bildet sie die kleine IC 1799-Gruppe (LGG 57).
Das Objekt wurde im IC-Katalog von dem Astronomen Guillaume Bigourdan am 28. Januar 1891 entdeckt.

## IC 1799-Gruppe (LGG 57)
| Galaxie  | Alternativname | Entfernung/Mio. Lj |
| -------- | -------------- | ------------------ |
| IC 1799  | PGC 9186       | 230                |
| PGC 9432 | UGC 1867       | 238                |
| NGC 933  | PGC 9465       | 234                |